# Kolla, Raumo
Kolla är en tätort (finska: taajama) i Raumo stad (kommun) i landskapet Satakunta i Finland. Vid tätortsavgränsningen den 31 december 2021 hade Kolla 486 invånare och omfattade en landareal av 5,12 kvadratkilometer.